# Dar Si Aissa
Dar Si Aissa (franska: Dar Si Aissa (CR), Dar Si Aissa (Commune Rurale), arabiska: ايير) är en kommun i Marocko.   Den ligger i provinsen Safi och regionen Marrakech-Safi, i den norra delen av landet, 270 km sydväst om huvudstaden Rabat. Antalet invånare är 11 249.